# Италианска кухня
Италианската кухня (на италиански: la Cucina italiana) е израз на кулинарното изкуство, развито в Италия, което включва силно вкоренени традиции, общи за цялата страна, както и съвкупност от всички регионални гастрономически традиции, като двете са в непрестанен обмен: много италиански ястия, които някога са били известни само в регионите им на произход, с времето се разпространяват в цялата страна.
Известна е като класически пример за Средиземноморска диета и е призната като част от Нематериалното наследство на човечеството от ЮНЕСКО през 2010 г. Освен това е една от най-известните и най-ценени гастрономии в световен мащаб.
Италианската кухня е в основата на оборот от над 200 милиарда евро в световен мащаб.
Една от основните характеристики на италианската кухня е нейната простота, с много ястия, съставени от малко съставки: италианските готвачи разчитат на качеството на съставките, а не на сложността на приготвянето.
Най-популярните ястия и рецепти през вековете често са били създавани по-скоро от баби, отколкото от майстори готвачи, и затова много италиански рецепти са подходящи за домашно и ежедневно приготвяне, зачитайки териториалните специфики, като се дава предимство само на суровините и съставките на региона на произхода на ястието и на запазването на неговата сезонност.

## Основни съставки
Основните съставки на италианската кухня са зехтинът – подправка par excellence, пресният пшеничен хляб на деня, пастата, зеленчуците и виното. Що се касае до протеиновите храни, в сравнение с кухните на други страни характеристика на италианската гастрономическа култура е, че при приготвянето на едно ястие тя взима в предвид месото със същата значимост като тази на другите съставки, включително и зеленчуковите; освен това присъствието на месото на масата обикновено бива заменено в определени дни от седмицата с други протеинови храни като риба, сирена и кашкавали, и яйца, което е характерно и за други средиземноморски кухни. Прясното месо се редува при употреба, избирайки от широка гама от колбаси и салами, с които разполага Италия.
Кафето – еспресо или приготвено с кафеварка (наречена „мока“), се счита за незаменим елемент от италианската хранителна традиция както на края на храненето, така и когато се консумира самостоятелно през другото време на деня.

### Паста
Основен компонент на италианската кухня, пастата е разделена на две големи категории: суха паста (100% брашно от твърда пшеница, смесено с вода) и прясна паста (също и с меко пшенично брашно и почти винаги смесена с яйца). Италианците изяждат над 27 кг паста на човек годишно.
Характерно за нея е наличието на множество форми и разновидности: в Италия има 350 различни форми.
За приготвянето на първо ястие се използват както суха, така и прясна паста по три различни начина:
- пасташута: пастата се сварява и след това се сервира със сос или друга подправка;
- минестра (супа): пастата се сварява и се сервира в месен или зеленчуков бульон, също и с нарязани зеленчуци;
- паста на фурна: пастата първо се сварява и овкусява и след това се слага във фурната.

Начините за овкусяване на паста са също многобройни и се различават по вкус, цвят и консистенция. Сосовете са често срещани, както и суровите начини на овкусяване. От началото на 19 век традиционният сос за паста се основава на домати.

### Сиренe
Сиренето и млечните продукти са храни, с които Италия може да се похвали с най-голямо разнообразие от съществуващи видове. Сирената и кашкавалите се използват като второ ястие, самостоятелно или като съставка. Използват се и като съставка за подправяне на пасташута и супа; освен това сиренето/кашкавалът често се сервира като предястие (антипасто).
Сортовете италиански сирена/кашкавали и млечни продукти са изключително много: има повече от 600 различни вида в цялата страна, от които 490 са защитени и обозначени като DOP (Защитено наименование за произход, на итал. Denominazione di origine protetta), IGP (Защитено географско указание, на итал. Indicazione di origine protetta) и PAT (Традиционни италиански хранително-вкусови продукти, на итал. Prodotti agroalimentari tradizionali italiani).

### Вино
Виното е напитка, която почти винаги присъства на традиционно италианската маса за обяд и вечеря. Към 2020 г. Италия е най-големият производител на вино в света, а през 2017 г. е страната с най-голямо разнообразие от местни сортове грозде в света. Има много видове вина, произведени в различните италиански региони. В Италия има 526 вина DOCG, DOC и IGT.

### Зехтин
Двойно пресованият зехтин е подправката par excellence на италианската кухня, заменена само в някои рецепти и в някои географски райони с краве масло.
Заедно с Испания и Гърция Италия е един от водещите производители на зехтин в ЕС. Страната използва приблизително 1,1 милиона хектара обработваема земя за отглеждане на маслини, които по-късно се превръщат в зехтин. През последните години италианското годишно производство на зехтин се колебае значително. В периода 2019 – 2020 г. то възлиза на 366 000 тона.
Маслиновите дървета се отглеждат в целия италиански полуостров. Въпреки това производството на маслини е особено забележимо в Южна Италия. Пулия е безспорен водещ производител на зехтин с над 208 000 тона годишно. Калабрия и Сицилия са следващи по производство с 53 000 и 34 000 тона съответно. В Пулия има най-голям брой мелници за маслиново масло – 904 на брой.
Италия има и най-широката гама от съществуващи сортове маслини и е вторият по големина производител и износител в света. Много разновидности са местни и има също толкова много италиански масла със защитено наименование за произход (DOP).

### Хляб
На масата за обяд и вечеря винаги присъства пресен хляб, за да придружава второто ястие и гарнитурата и за да си обереш с него остатъците от храна в чинията (т. нар. fare la scarpetta). Често е основна съставка на втората сутрешна или на следобедната закуска. Той винаги е бил, както и в други средиземноморски страни, основна храна в италианската кухня. Има много регионални видове хляб.

### Пица и сходни храни
Пицата е най-известната и най-консумираната италианска храна в света. Освен това Традиционното изкуство на неаполитанския пицар е признато от ЮНЕСКО за част от Нематериалното наследство на човечеството през 2017 г.
В Италия се консумира като единствено ястие (пица ал пиато) или като леко хранене между основните хранения, също и на крак (пица на парче, на итал. pizza d'asporto). В различните региони пицата е придружена от много подобни храни: различни видове фокача като пиадина, креша или сфинчоне.

### Колбаси и салами
Италианската кухня може да се похвали с голямо разнообразие от колбаси и салами, много от които са защитени и маркирани като DOP (Защитено наименование за произход) и IGP (Защитено географско указание), а други са маркирани като PAT (Традиционни италиански хранително-вкусови продукти). Сервират се като второ ястие или предястие, или се използват във втората сутрешна и/или в следобедната закуска.

### Месо
Месото, особено говеждото, свинското и птичето месо, е силно присъстващо и ценено в италианската кухня, и в доста широк спектър от рецепти за втори ястия, въпреки че присъствието му в ястието не се счита за основно, тъй като може да бъде заменено със сирена, яйца или риба. То е важно и като съставка при приготвянето на сосове за първите ястия.
В допълнение към споменатите видове, макар и по-рядко, в Италия се консумират и други видове месо като овче, конско, заешко и по-рядко дивечово.

### Риба, ракообразни, мекотели и морски дарове
Тъй като повече от 3/4 от територията на Италия е заобиколена от море, поради което има голямо крайбрежно развитие и е богата на езера, рибата (както морска, така и сладководна), ракообразните, мекотелите и другите морски дарове, подобно на месото, се радват на подобаващо място в италианската кухня, и като цяло в средиземноморската диета.
Рибата е второ ястие и също така е съставка при приготвянето на сосове за първите ястия. Широко се използва и в предястия. Обикновено ястието може да се основава на месо или риба, като комбинира сосовете от първото ястие, специалитета от второто и евентуално съставките на предястието.

### Десерти и сладолед
Италианското сладкарство е изпъстрено с множество заготовки, разпространени в цялата страна, и с типично регионални специалитети. Сладкишите често присъстват на закуска и могат да бъдат основната част от втората закуска в средата на сутринта или на следобедната закуска. В традицията на италианската кухня десертът се използва в края на обяда или вечерята само при празнични или специални поводи.
Сред най-популярните десерти са сладоледът (джелато), особено този, приготвен на ръка: Италия е нацията в света, в която занаятчийският сладолед е най-широко разпространен, покривайки 55% от пазара, благодарение на голямото покритие на сладоледаджийниците, на традицията на фунийката за сладолед за разходка (измислена през 1903 г. от италианеца Итало Маркиони)  и на професионална подготовка на служителите.

## История
Италианската кухня се е развила през векове на политически и социални промени, като корените ѝ датират в 4 век пр.н.е. Самата италианска кухня е повлияна от кухнята на Древна Гърция, Древен Рим, византийската, еврейската и арабската кухня, и е неразделна част от голямото семейство на средиземноморските кухни.
Важни промени настъпват с откриването на Новия свят и с навлизането на нови съставки като картофи, домати, чушки и царевица, които присъстват широко в съвременната кухня, но са въведени в големи количества едва през 17 век и, специално в италианския случай, разработени и адаптирани на място под формата на много различни ценни местни разновидности.
От 1950-те години нататък голямо разнообразие от традиционни продукти на италианската кухня са признати като DOP, IGP, TSG, GI, PAT и De.CO. Италия е европейската страна с най-голям брой хранително-вкусови продукти с наименование за произход и за географско указание, признати от Европейския съюз: 315 продукта DOP, IGP и STG.
В енологичната област съществуват специфични правни защити: контролирано наименование за произход (DOC), наименованията за контролиран и гарантиран произход (DOCG) и традиционно географско указание (IGT). Италия има 526 вина DOCG, DOC и IGT.
В отглеждането на маслини също са създадени защитени наименования за произход (DOP) и защитени географски указания (IGP).
След разпространението на бързото хранене и в Италия, внесено от англосаксонските страни и по-специално от Съединените щати, през 1986 г. в град Бра е основано културното и гастрономическо движение Slow Food. Впоследствие то е превърнато в институция с цел защитата на кулинарните специфики и опазването на различните регионални продукти от италианската кухня под контрола на проекта Presidi Slow Food, роден през 1999 г. Той цели възстановяване и защитата на малките производства с гастрономически постижения, застрашени от индустриално земеделие, влошаване на околната среда и омологацията.
На 26 март 1996 г. Светият престол обявява Свети Франциск Карачоло, живял между 16 и 17 век, за покровител на италианските готвачи.

## Основни ястия
В италианската кухня ястията, които се консумират през деня, са три: закуската, обядът и вечерята, към които често се добавят закуските в средата на сутринта и в средата на следобеда – леки похапвания, обикновено на неготвени храни.

### Закуска
Най-популярната закуска (la colazione) в Италия е сладката, консумирана у дома или в кафенето. Ако закуската се консумира у дома, се състои от кафе (еспресо или приготвено в кафеварка) или мляко, или кафелате (мляко с кафе), придружени от печени продукти като бисквити, например фролини или новелини, или от филии хляб, намазани с масло и конфитюр или с мед или крем джандуя, приготвен от шоколад и лешници. Млякото понякога се заменя с плодов сок. При някои специални поводи, като неделя или празници, в къщата може да има и повече печива като торти, пайове (кростата), сладкиши (пастичини) или други регионални специалитети.
Ако закуската се консумира в кафенето, преобладават еспресо, капучино и лате макиато, придружени от класическия кроасан (корнето), поничка (бомболоне) или сладкиш (пастичино).  Изборът на десерти за закуска  е разнообразен, като някои от тях са налични само в определени региони или градове. През последните десетилетия се разпространяват и други видове кафе напитки като мокачино и марокино.
Много по-рядка, но не съвсем необичайна, може да бъде солената закуска (макар и много по-лека и пестелива от другите европейски солени закуски). Тя често включва фокача (от различни видове и в зависимост от региона) или дори прост препечен домашен хляб (пане казеречо) и подправен със двойно пресован зехтин или с домат или с малко нарязан салам.
Има и доста италианци, които сутрин се ограничават до пиене само на кафе, обикновено еспресо или приготвено с кафеварка, без да приемат никаква храна.

### Обяд
В италианската култура обядът (il pranzo) често се счита за най-важното хранене за деня и ако е пълен, се състои от четири ястия, а именно:
- първо ястие (primo piatto), обикновено ястие на основата на: паста, ризото, ориз, полента,  бобови растения, минестра (супа), минестроне;[50][51][52]
- второ ястие (secondo piatto), базирано на: месо, риба, млечни продукти, сирена, колбаси, яйца (в омлет (фритата), в тиган, варени или бъркани);[53][54][55]
- гарнитура (конторно) от сурови или варени зеленчуци, която придружава второто ястие;
- сезонни плодове за завършък.

Второто ястие и гарнитурата винаги са придружени от хляб.
Много обичайно и традиционно в Италия е яденето и преди всичко обядът да се привършва с чашка еспресо или кафе, приготвено в кафеварката, последвано от т. нар. амацакафе (ammazzacaffè = digestivo), състоящо се от чашка горчив или сладък местен ликьор (като лимончело, амаро, самбука и др., налице е голям избор), или директно от кафе корето (кафе с ликьор или ракия).
При специални поводи, като празници и годишнини, има още две ястия:
- предястие (антипасто), за разпалване на апетита преди хранене; студено или горещо, това е по-малко обилно ястие и обикновено се състои от: кростини или брускети или салами и/или колбаси или сирена и/или млечни продукти или зеленчуци (варени и/или сурови), или продукти на основата на риба и/или морски дарове;[58][59]
- десерт (сезонни плодове, сладолед, панакота, тирамису, касата сичилиана, бабà с ром и др.) за завършък.[60][61]

Виното е често срещано на италианските трапези, особено по време на основно хранене като обяд и вечеря.
В съвремието въвеждането в компаниите на кратката обедна почивка често променя хранителните навици на част от италианците, съставени особено на част от жителите на големи градски райони, превръщайки вечерята в основното хранене за деня. Това означава, че тази част от италианското население консумира класическия пълен обяд предимно на празниците или в почивните дни, докато в другите дни обикновено консумира само едно ястие и в някои случаи само сандвич с напитка, близо до работното място. Въпреки това типичният пълен обяд с няколко ястия все още продължава да съществува сред по-голямата част от италианското население.

### Вечеря
Заедно с обяда вечерята (la cena) това е другото основно хранене за деня. Схемата за вечеря следва тази на класическия италиански обяд, следователно със същите ястия, но с храни и съставки, които обикновено са по-леки.
Изключение правят празничните вечерите, наречени „големи вечери“ (cenoni, ченòни), консумирани по повод определени годишни празници като Нова година, Бъдни вечер, Карнавалът: вечерите, както подсказва името, са по-богати от самия обяд.
За разлика от обяда италианската вечеря, когато се консумира с близки членове на семейството, не включва непременно първо ястие, базирано на нишестени храни (като паста или полента) или зърнени храни (като ориз): понякога тя се състои от това, което по време на обядът би било еквивалент на второ ястие (следователно приготвено на основата на месо или риба), със или без гарнитура, или едно ястие като супа или минестроне, но включващо хляб.

### Лека сутрешна или следобедна закуска
Междинната закуска (от латинското merenda) не е основно ястие, но е важно похапване, за да се успокои апетитът в средата на сутринта (около 10 часа) или в средата на следобеда (около 17 часа). Обикновено това е лека храна, състояща се от сандвич (панино) или от триъгълен сандвич (трамецино), само от плодове или от хляб и мармалад, или пък от някакъв традиционен десерт, а през лятото евентуално от сладолед. Тя се прави в ранна и късна детска възраст, но е доста често срещана и сред възрастните.

## Италианската кухня в чужбина
Италианската кухня е една от кухните, които се предлагат най-много от ресторантите по света. Италианците обаче често са недоволни от това как чуждестранните ресторантьори приготвят италиански ястия в чужбина. Ако една от причините е трудността за намиране на традиционни средиземноморски продукти (или високата им цена в страни, където тези продукти трябва да се внасят), друга (парадоксална) причина е простотата на най-известните италиански ястия. Често в чужбина (особено в англосаксонските страни, но не само) се смята, че доброто ястие трябва да е богато на съставки и не може да се устои на изкушението да се добавят още и нови, да се 'усложнят' ястията, а и самите ресторанти не желаят да създават впечатление за ястие, приготвено небрежно в очите на неиталианските им клиенти. За целта не помага дори и ясното, изцяло италианско разграничение между първо и второ ястие, особено в онези страни, където е добре уседнал навикът за едно единствено ястие.
По този начин по-простите първи ястия на базата на паста се избягват или се представят по-богато, добавяйки съставки по неподходящ начин. Например пица „Маргерита“ се купува рядко в сравнение с другите по-богато овкусени пици в менютата на тези чуждестранни ресторанти, така че се добавят съставки, често напълно несвързани с италианската култура. Същото е и по отношение на многобройните сосове (като напр. чесновият сос), които се дават заедно с пицата, за да я допълнят:  тази практика отсъства изцяло в италианската кухня. Именно чесънът често се продава като традиционна съставка на италианската гастрономия (чеснови кремове, чеснов хляб и т.н.), но кухнята на нито един италиански регион не го използва толкова интензивно, колкото очевидно да изглежда противното в италианските ресторанти в чужбина.
Прекомерната интерпретация, водеща до почти пълна денатурализация, която италианската кухня (или някои от нейните най-известни ястия) често търпи в чужбина, често я прави почти неузнаваема или дори невъобразима в очите на италианците. Това е породено както от неадекватното изпълнение на нейните рецепти и на липсата на някои от най-характерните ѝ съставки извън Италия, така и от фалшификациите (или хранителните измами), на които тези италиански съставки са постоянни жертви по целия свят. Това явление, широко разпространено на всички континенти и известно като Italian sounding (Италианско звучене), засяга почти всеки сектор на храната Made in Italy: от най-известните италиански сирена до саламите, от пастата до регионални хлябове, от двойно пресования зехтин до традиционните вина: всички те се произвеждат и опаковат с имена и изображения, които напомнят на Bel Paese, но нямат нищо общо с качеството, културата и традициите на Made in Italy, тъй като са имитации, направени в чужбина, и в повечето случаи са доста далеч от оригиналния италиански продукт, който трябва да представляват. Всичко това, освен че прави много от италианските ястия, предлагани от тези ресторанти в чужбина, неадекватни и неавтентични, причинява и огромна икономическа загуба за износа на италиански храни по света и кара национални организации като Confagricoltura или Coldiretti да се борят срещу подобни измами и фалшификации, за да защитят истинския италиански хранително-вкусов сектор по света.
Освен това в много страни месото е по-важно от другите храни, особено зеленчуковите, и следователно едно безмесното ястие се счита за бедно, докато много класически италиански ястия се основават на паста и зеленчуци (или само на зеленчуци). Това кара повечето италиански ресторанти в чужбина да се опитват да не се отказват от месото, дори с цената на добавяне на пилешко месо, което не се използва почти никога в първите ястия в Италия.